# Eriaxis
Eriaxis é um género botânico monotípico pertencente à família das orquídeas (Orchidaceae). Sua única espécie reconhecida é Eriaxis rigida, endêmica à Nova Caledônia.